# WAVE-Sendemast
Der WAVE-Sendemast ist ein abgespannter Sendemast zur Verbreitung von UKW- und TV-Programmen in La Grange, Kentucky, USA. Mit einer Höhe von 530 Meter gehört er zu den absolut höchsten Bauwerken. Der WAVE-Sendemast wurde 1990 fertiggestellt und ist Eigentum von Cosmos Broadcasting.